# Otto Göttler

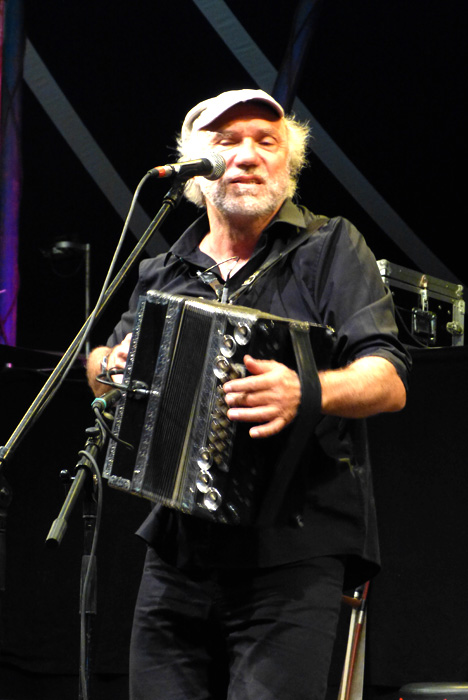
Otto Göttler – Auftritt mit den Diatoniks 2014

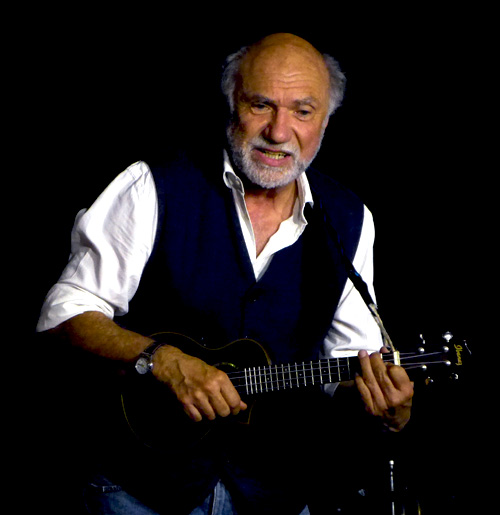
Otto Göttler – Auftritt mit Unverschämte Wirtshausmusik 2014

Otto Göttler (* 1948 in München) ist ein deutscher Musikkabarettist und Gründer des Bairisch Diatonischen Jodelwahnsinns.

## Leben
Otto Göttler wuchs im Stadtteil Giesing auf.
Mit 32 Jahren begann Otto Göttler Zither zu spielen und wirkte in diversen Musikformationen mit. Ein Jahr später erlernte er das Spielen der Steierischen Harmonika. Die bayerische und tirolerische Volksmusik mit der erdig, schlichten Geisteshaltung und dem verschmitzten, kantigen Schalk sowie die Tradition der Volks- und Bänkelsänger, mit trotziger Skepsis den Obrigkeiten zu begegnen, haben ihn wesentlich beeinflusst. Auch die Gstanzl-Kultur, die Lieder des Kraudn Sepp, der freche, hintersinnige Witz und der direkte Kontakt zum Publikum der Wirtshausmusik prägten ihn. In seinen Liedern und Programmen beschreibt Otto Göttler den Verlust von Heimat, soziale Diskrepanzen, kulturelle Wertverluste und beobachtet kritisch den Zeitgeist. Zur Zither und diatonischer Ziehharmonika erweiterte er sein Instrumenten-Repertoire autodidaktisch mit Mundharmonika, Konzertina, Ukulele, Mandoline, singender Säge, Trompete, Tuba und Streichzither.
1986 wurde von ihm die Kabarettmusikgruppe Bairisch Diatonischer Jodelwahnsinn gegründet, die er mit Unterbrechung (2002–2014) bis 2021 durch verschiedene Formationen leitete. In dieser Zeit trat er u. a. mehrere Male in der ARD-Sendung Scheibenwischer, in den Filmproduktionen des Bayerischen Rundfunks Schräg dahoam und beim Euromusicale 1994 in Novgorod (Russland) auf. Der Bayerische Rundfunk drehte zwei Porträts über die Musikgruppe, die unter der Rubrik Unter unserem Himmel gesendet wurden. Otto Göttler ist der Autor der veränderten McDonald’s -Parodie des Suserl-Zweifachens Hunga kriag i glei, auch bekannt als Mäkki, mit dem der BDJW bekannt wurde.
2002–2007 entwickelte Otto Göttler mit dem bayerischen Barden und Texter Sepp Raith themenbezogene Programme, die sich mit bayerischer Geschichte und bayerischem Zeitgeschehen beschäftigen. Zu diesem Themenbereich trat er mit Sepp Raith in der Filmdokumentation Sozialrebellen in Bayern auf, einer Produktion des Bayerischen Rundfunks von 2003 nach dem Buch von Michaela Karl.
Otto Göttler vertrat immer die Idee, dass die Volksmusik im Wirtshaus lebendig und aktuell sein sollte und trat 2004–2021 mit der Unverschämten Wirtshausmusik im bayerisch-österreichischen Raum auf und nahm mehrere Male an der Volksmusiksendung Wirtshausmusikanten beim Hirzinger (produziert vom Bayerischen Rundfunk) teil.
Im Rahmen der Reihe Lebenslinien fertigte Angelika Stampfer ein 45-minütiges filmisches Porträt mit dem Titel Verbiegen lass i mi net über den Musiker an, das im Bayerischen Fernsehen erstmals am 7. November 2011 gesendet wurde.
2012 gründete Otto Göttler unter dem Begriff „Elektrische Volksmusik“ die Gruppe Diatoniks, mit der er unter anderem auftritt.
2014–2019 lud Otto Göttler auf dem Münchner Tollwood-Sommerfestival Musikanten aus dem Münchner Umland in ein von Tollwood eigens geschaffenes Zelt.

## Werke (Auswahl)
mit Bairisch Diatonischer Jodelwahnsinn:
- 1987: Phoenix aus der Asche (Programm)
- 1987 bis 1990: wechselndes Liederprogramm
- 1995: Aus tiefster Brust (CD), Ariola
- 1996: Ausflug (CD), EFA
- 1999: Sägenlieb (CD), Virgin
- 2001: Die 4. Unveröffentlichte (CD), Eigenproduktion
- 2002: In’s Amerika (Programm)
- 2015: Die Zeit ist reif (Programm)
- 2016: Der Name ist Programm (Programm)
- 2018: Da Wahnsinn (CD), hofa Medien
- 2018: Da Kema Drei (Programm)

mit Sepp Raith
- 2003: Aufbegehren führt zu Kopfverlust (CD)
- 2004: Ois is Amerika (CD)
- 2006: Der Gnufi lacht (Programm)
- 2008: Lieder von einem anderen Baiern (Programm)

mit Sepp Raith und Wolfram Kunkel
- 2005: Bluadige Zeitn (CD)

Göttler & Hampel:
- 2010: Depressiver Blues und traurige Zwiefache (Programm)

mit Unverschämte Wirtshausmusik:
- 2008: Ja wennst koa Geld ned hast und bist ned schee ...  (Doppel-CD)
- 2009: Und wem’s ned passt, der ko se glei schleicha (CD)
- 2012: Wann i ned mog, dann muaß i (CD)
- 2012: Immer nur de Kloana hänga’s auf (CD)
- 2014: Heimat ist, was bleibt .. (Programm)
- 2015: frisch & frech .. (Programm)
- 2017: frisch & frech .. (CD)
- 2018: weihnachtlich gestimmt (Programm)

Diatoniks:
- 2013: tanzbar (Programm)
- 2016: elektrische Volksmusik (CD)
- 2022: Haltung zeigen (Programm)